# ماریکوستینووو
ماریکوستینووو (به بلغاری: Marikostinovo) یک منطقهٔ مسکونی در بلغارستان است که در شهرستان پتریچ واقع شده‌است.